# ゴム駅
ゴム駅（ペルシア語: ايستگاه راه آهن قم; Istgah-e Rah Ahan-e Qom; イーストガーヘ・ラアハーニ・ゴム）は、イラン・イスラム共和国ゴム州ゴム市にあるIRI鉄道の駅である。
当駅はIRI鉄道が所有している。
市外にあるモハマディエ駅に全ての列車サービスが移管されたが、一般利用者の需要と利用客のレベルの低下により市内中心部の駅に一部のサービスが戻された。
当駅はゴム・メトロA号線およびモノレールへの接続が予定されている。

## サービス概要
注: 分類は非公式であり、各経路にて提供されるサービスの種類で最も反映されたもののみ
分類の意味：
- ローカル・サービス：主要な都市から出発するサービスであり、全ての駅に停車しながら各方面へ向かって走行していく
- リージョナル・サービス：ほぼ全ての駅に停車しながら、2つの主要な都市を結ぶサービス
- インターリージョ（英語版）・サービス：主要および幾つかの小さな駅に停車しながら、2つの主要な都市を結ぶサービス
- インターリージョ＝エクスプレス（英語版）・サービス：主要な駅に停車しならがら、2つの主要な都市を結ぶサービス
- インターシティ・サービス：当該中心地を結ぶ唯一の目的であり、その間は停車せずに、2つ（またはそれ以上）の主要な中心地を結ぶサービス

## 隣の駅[2]
テヘラン・コミューター鉄道
テヘラン - ゴム線
テヘラン駅 - ゴム駅
イラン・イスラーム共和国鉄道
テヘラン - アフヴァーズ線（リージョナル・サービス）
エスラムシャール駅 - ゴム駅 - アラーク駅
アフヴァーズ - マシュハド線（InterRegio-Express・サービス）
Arak - ゴム駅 - テヘラン駅
ゴム - マシュハド線（InterRegio-Express・サービス）
ゴム駅 - セムナーン駅
ゴム - マシュハド線（インターシティ・サービス）
ゴム駅 - マシュハド駅